# Crunch (przemysł gier komputerowych)
Crunch (IPA: /kɹʌnt͡ʃ/ ( odsłuchaj)) – w przemyśle gier komputerowych termin oznaczający przymusową pracę w nadgodzinach podczas produkcji gry. Zjawisko to jest powszechne w branży, mogąc prowadzić do pracy po 65–80 lub więcej godzin tygodniowo przez długi czas, nierzadko bez wynagrodzenia za pracę w nadgodzinach. Praktyka ta często stosowana jest w celu ograniczenia kosztów produkcji gry, będącej czasochłonnym przedsięwzięciem. Może prowadzić ona jednak do pogorszenia stanu zdrowia twórców i zmniejszenia skuteczności ich pracy, jak również do tego, że pracownicy tacy zdecydują się na zawsze porzucić pracę w przemyśle gier komputerowych. Osoby krytykujące crunch zauważają, że stał się on w branży zjawiskiem powszechnym i normalizowanym, mającym jednak negatywny wpływ na wszystkie osoby w niego zaangażowane. Jako jedną z przyczyn istnienia tego zjawiska często wskazuje się brak związków zawodowych wśród twórców gier komputerowych, a ze zjawiskiem tym starają się walczyć organizacje takie jak Game Workers Unite, chcące wpłynąć na studia tworzące gry i wydawców, żeby przestrzegały praw pracowników. Przykładami gier, podczas produkcji których dochodziło do crunchu, są Red Dead Redemption 2, Uncharted 4: Kres złodzieja, Fortnite czy Anthem.
Zjawisko występuje w przemyśle gier komputerowych co najmniej od lat 80. XX wieku, chociaż przez długi czas nie było powszechnie znane ani omawiane. Jest oceniane niemalże jednoznacznie negatywnie przez osoby niepełniące funkcji kierowniczych podczas produkcji gier, równoznaczne z nieodpowiednim zarządzaniem projektem czy stawianiem nierealistycznych terminów. Według sondażu przeprowadzonego w 2019 roku przez International Game Developers Association, 40% twórców gier w Stanach Zjednoczonych doświadczyło crunchu w ciągu 12 miesięcy poprzedzających ankietę, a zaledwie 8% z nich otrzymało zapłatę za pracę w nadgodzinach. Na poziomie federalnym i stanowym specjaliści komputerowi, którzy zarabiają powyżej wysokości rocznej pensji, są zwolnieni z przepisów dotyczących nadgodzin, co studia i wydawcy wykorzystują, żeby nie płacić twórcom gier za nadgodziny. Wysokość rocznej pensji różni się w zależności od stanu. Wyjątkiem jest Kalifornia, gdzie pracowników związanych z oprogramowaniem obowiązują minimalne stawki godzinowe, mniejsze jednak niż przeciętne wynagrodzenie twórcy gier. Crunch obecny jest również wśród twórców gier spoza Stanów Zjednoczonych, zjawisko to jednak uzależnione jest od lokalnych praw. Przykładowo, podczas produkcji gry Cyberpunk 2077 pracownicy mieli być zmuszani do pracy w nadgodzinach, jednak ponieważ powstawała ona w Polsce, odpowiedzialne za nią studio CD Projekt Red wypłacało nadgodziny zgodnie z polskim prawem pracy.